# Dals-Eds kommun
58°55′N 11°55′Ø / 58.917°N 11.917°Ø
Dals-Ed kommune ligger i den nordlige del af det svenske län Västra Götalands län, i landskapet Dalsland. Kommunens administrationscenter ligger i byen Ed som er Dals-Ed kommunes eneste by. Ed ligger mellem søerne Store Le og Lille Le i det nordvestlige Dalsland. Det er et kendt turiststed fra begyndelsen af 1900-tallet, med natur og friluftsliv som vigtigste trækplaster.

## Steder i Dals-Eds kommune
- Ed
- Nössemark
- Håbol

## Politik
Bystyret i Dals-Ed består af 41 repræsentanter.
Centerpartiet er det største parti med 17 mandater. Socialdemokraterna har 12 mandater.